# Horlest
Horlest (Horlești) település Romániában, Moldvában, Iași megyében fekvő moldvai csángó múltú település.

## Története
Horlest (Horlești) nevét 1471-ben említette először oklevél.
1930-ban 1281 lakosa volt. A 2011-es népszámláláskor a településnek 1922 lakosa volt. Lakosainak mintegy háromnegyede elrománosodott csángó magyar.